# De kassier
De kassier (Een monnie album) is een muziekalbum uit 2010 van het hiphopduo Önder & FS Green. Het werd op 18 maart uitgebracht en de opnames werden het jaar ervoor al gestart. Önder was tot kort voor het verschijnen nog bekend onder zijn artiestennaam Murda Turk; FS Green was het jaar ervoor met een State Award onderscheiden als Producer van het jaar. Het album werd uitgebracht bij het hiphop-label Noah's Ark.

## Nummers
1. Ik hoor ze zeggen (Sure thang)
2. De kassier
3. De boy (on fire)
4. Ik ken hem
5. Populair
6. K wil cash
7. Volgens mij
8. Monnie
9. Alles of niets
10. Zo dichtbij
11. Nog meer succes
12. Hou van mij
13. Lekker bezig
14. Zo vies
15. Yuh!
16. Terug op me bullshit